# Achertalbahn
| Streckennummer: | 9426                 |                            |                            |
| Kursbuchstrecke (DB): | 717                  |                            |                            |
| Kursbuchstrecke: | 302d (1946)          |                            |                            |
| Streckenlänge: | 10,7 km              |                            |                            |
| Spurweite: | 1435 mm (Normalspur) |                            |                            |
| Streckenklasse: | D4                   |                            |                            |
| Maximale Neigung: | 31,5 ‰               |                            |                            |
| Streckengeschwindigkeit: | 60 km/h              |                            |                            |
| |                      |                            |                            |
| \| \| \| Rheintalbahn von Mannheim \| \| \| \| 0,0 \| Achern \| Achern \| \| \| \| Rheintalbahn nach Basel \| \| \| \| 1,3 \| Achern Stadt \| Achern Stadt \| \| \| 2,8 \| Oberachern \| Oberachern \| \| \| 4,4 \| Oberachern Bindfadenfabrik \| Oberachern Bindfadenfabrik \| \| \| 6,5 \| Kappelrodeck \| Kappelrodeck \| \| \| 7,5 \| Kappelrodeck Ost \| Kappelrodeck Ost \| \| \| 8,5 \| Furschenbach \| Furschenbach \| \| \| 10,0 \| Ottenhöfen West \| Ottenhöfen West \| \| \| 10,7 \| Ottenhöfen \| Ottenhöfen \| |                      |                            |                            |
| Strecke |                      | Rheintalbahn von Mannheim  | Rheintalbahn von Mannheim  |
| Bahnhof | 0,0                  | Achern                     | Achern                     |
| Abzweig geradeaus und nach rechts |                      | Rheintalbahn nach Basel    | Rheintalbahn nach Basel    |
| Haltepunkt / Haltestelle | 1,3                  | Achern Stadt               | Achern Stadt               |
| Bahnhof | 2,8                  | Oberachern                 | Oberachern                 |
| Haltepunkt / Haltestelle | 4,4                  | Oberachern Bindfadenfabrik | Oberachern Bindfadenfabrik |
| Bahnhof | 6,5                  | Kappelrodeck               | Kappelrodeck               |
| Haltepunkt / Haltestelle | 7,5                  | Kappelrodeck Ost           | Kappelrodeck Ost           |
| Bahnhof | 8,5                  | Furschenbach               | Furschenbach               |
| Haltepunkt / Haltestelle | 10,0                 | Ottenhöfen West            | Ottenhöfen West            |
| Kopfbahnhof Streckenende | 10,7                 | Ottenhöfen                 | Ottenhöfen                 |

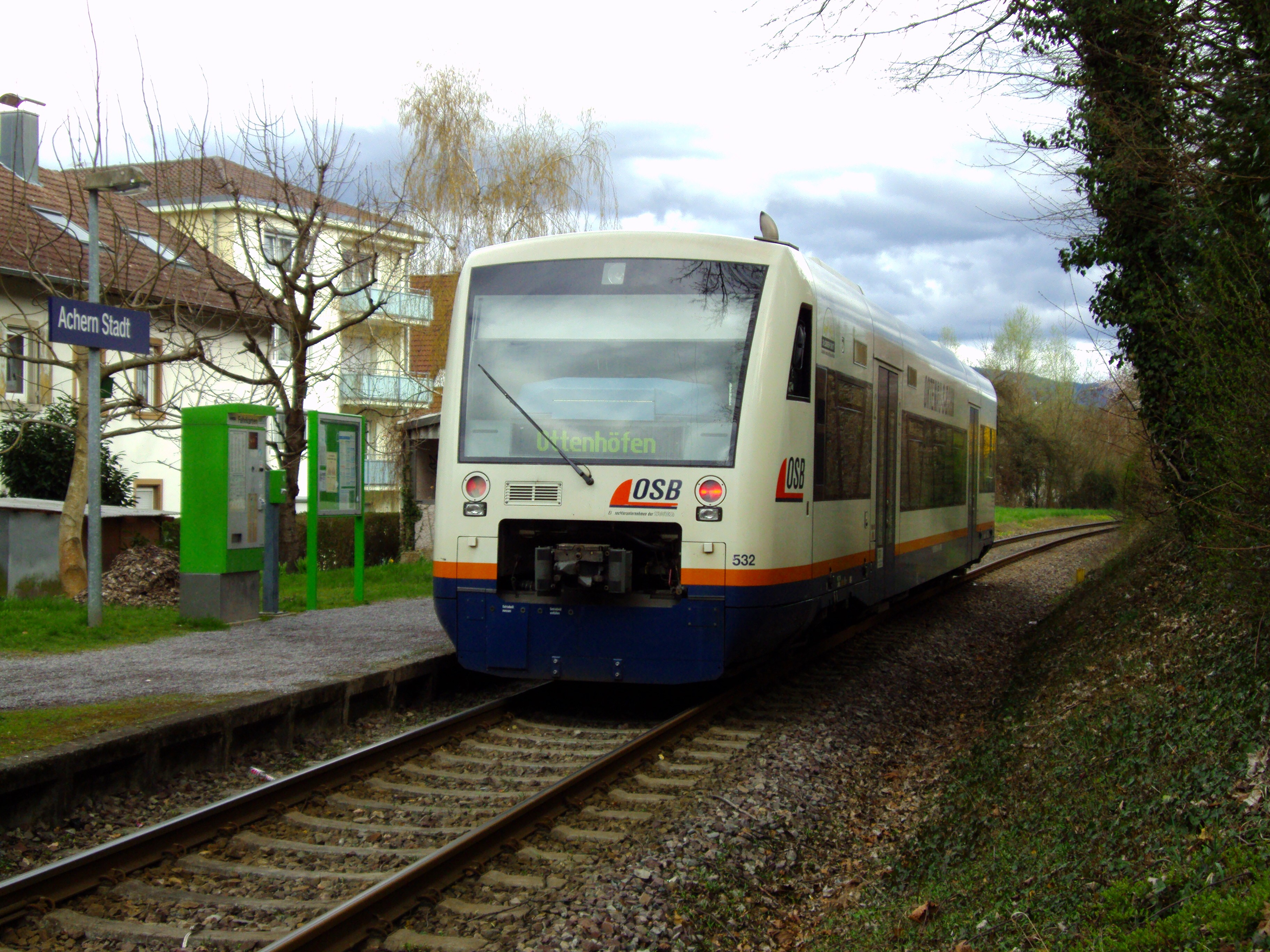
Haltepunkt Achern Stadt, 2010

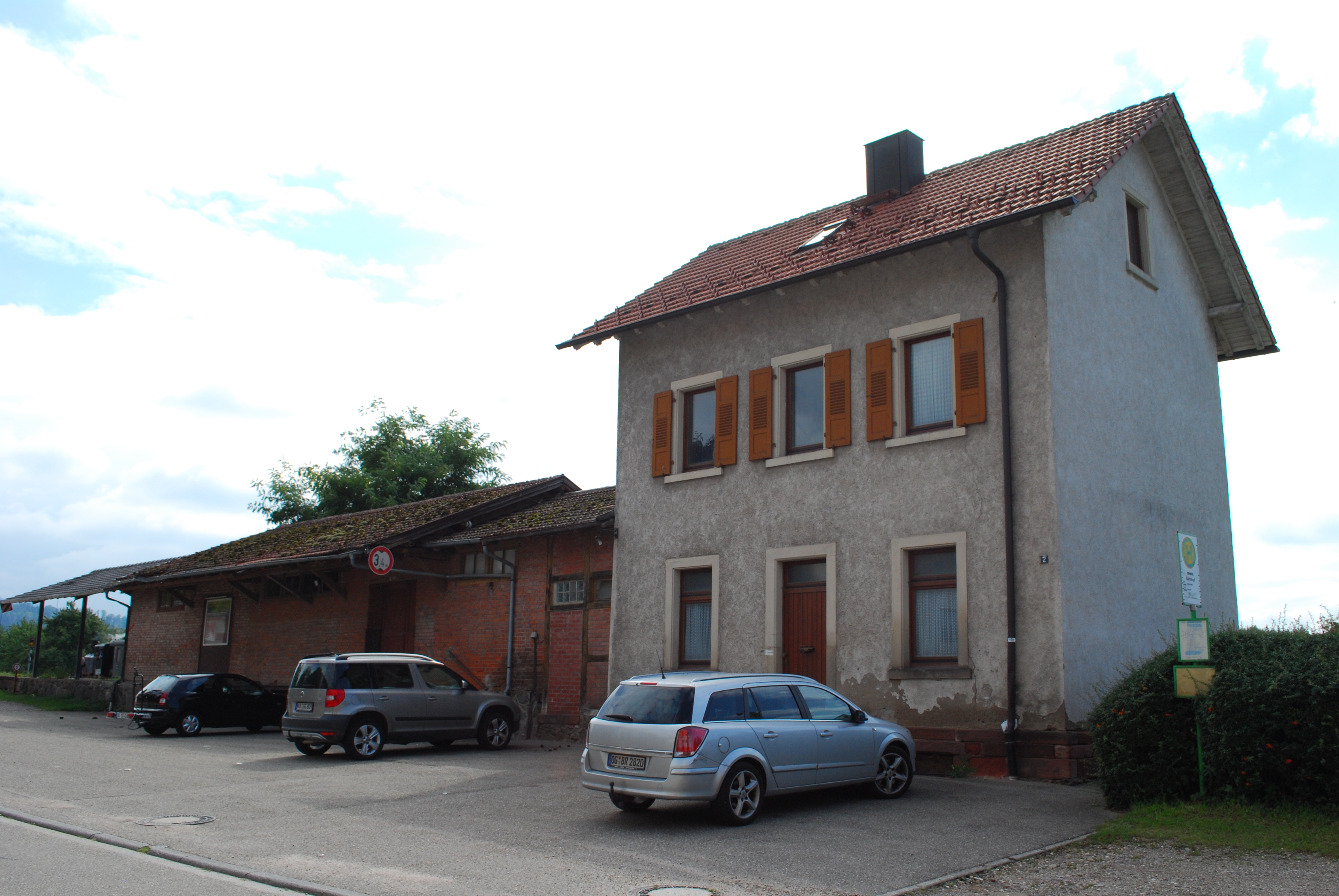
Empfangsgebäude in Oberachern, 2012

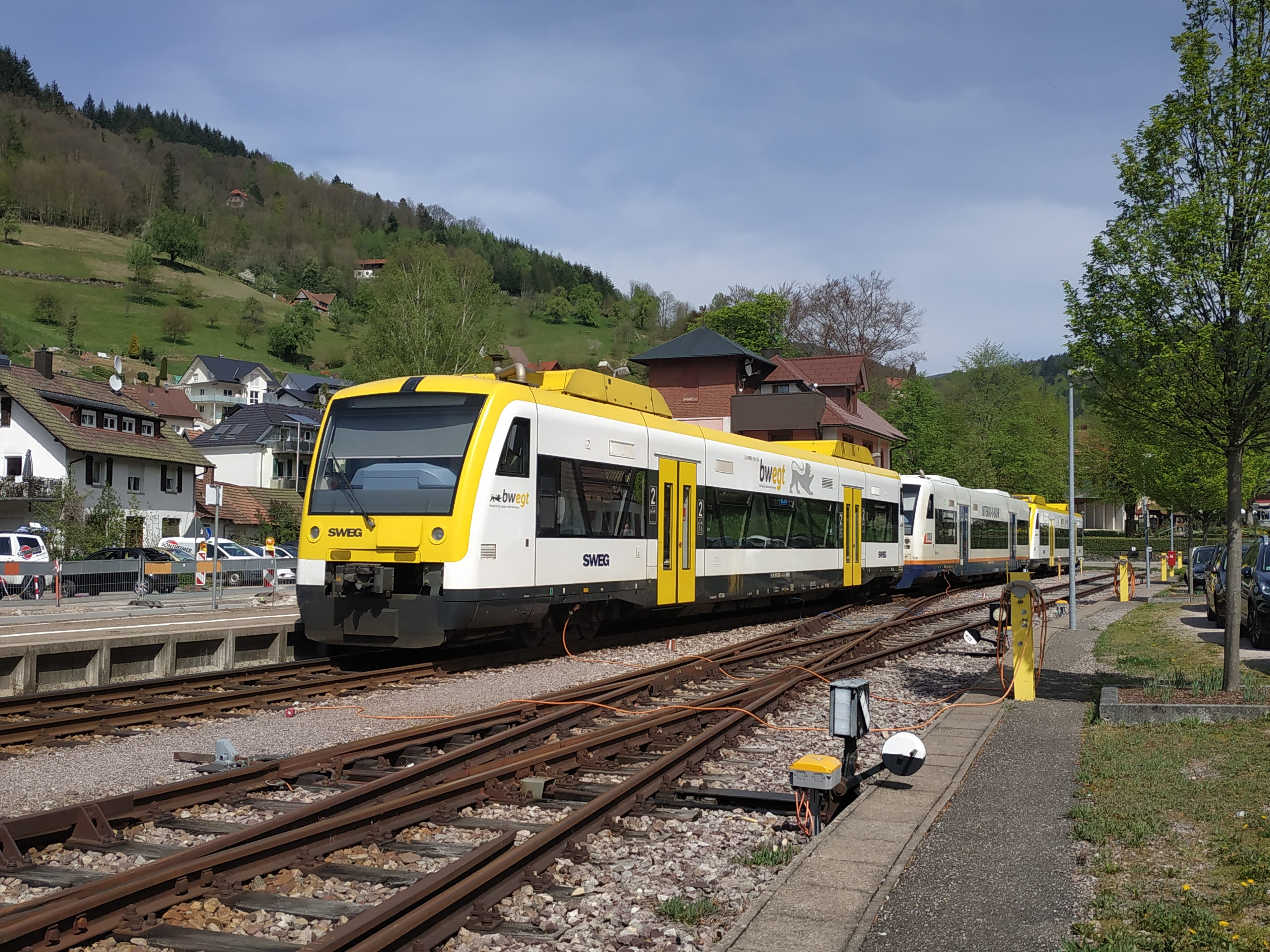
Eine Dreifachtraktion Stadler Regio-Shuttle RS 1 im Endbahnhof Ottenhöfen, 2019

Die Achertalbahn ist eine 10,7 Kilometer lange Nebenbahn von Achern nach Ottenhöfen im Schwarzwald, die im Bahnhof Achern von der Rheintalbahn abzweigt. Sowohl die Infrastruktur als auch der Zugverkehr auf der Strecke werden von der SWEG betrieben.

## Geschichte
Im Achertal forderten vor allem die ab Mitte des 19. Jahrhunderts ansässigen Industriebetriebe schon früh eine Anbindung an die Rheintalbahn. Ab 1889 gab es Pläne für eine Schmalspurbahn, die jedoch nicht in Gang kamen.
1894 wurde ein Bahnkomitee gegründet, das eine Normalspurbahn von Achern nach Ottenhöfen forcierte. Mitte 1895 waren die Vorarbeiten abgeschlossen; ein Jahr später erfolgte die endgültige Genehmigung für einen Weiterbau.
Sie wurde von der Bahnbau- und Betriebsgesellschaft Vering & Waechter am 1. September 1898 eröffnet und gehörte ab dem 1. April 1917 zur Deutschen Eisenbahn-Betriebsgesellschaft (DEBG). 1963 übernahm die Südwestdeutsche Eisenbahn-Gesellschaft (SWEG) Strecke und Betrieb.
Die Beförderungszahlen sowohl im Personen- als auch im Güterverkehr waren stets hoch, so wurden z. B. im Jahr 1980 491.310 Personen und 110.066 Tonnen Fracht befördert. Hauptkunde der Bahn im Güterverkehr waren und sind bis heute die Steinbrüche entlang der Strecke.

## Gegenwart
Die Reisezeit über die Gesamtstrecke beträgt heute 18 Minuten, dies entspricht einer durchschnittlichen Reisegeschwindigkeit von 36 km/h. Seit Dezember 2014 wird die Strecke von der SWEG nicht mehr eigenwirtschaftlich bedient, sondern als von der Nahverkehrsgesellschaft Baden-Württemberg (NVBW) mittels Verkehrsvertrag bestellte Leistung. Das Angebot wurde gleichzeitig zu einem annähernden Stundentakt verdichtet.
Bis heute wird auf der Achertalbahn Güterverkehr durchgeführt (Schotterverladung in Ottenhöfen).
Von 1968 bis Juni 2013 fanden außerdem in den Sommermonaten fahrplanmäßig Dampfzugfahrten statt. Zunächst organisierte diese die Deutsche Gesellschaft für Eisenbahngeschichte (DGEG). Aus deren Arbeitskreis Achertal ging dann 1985 der Achertäler Eisenbahnverein hervor, der seither die Dampfzugfahrten gemeinsam mit der SWEG durchführte. Seit 1968 wurden die historischen Eisenbahnwagen von der Dampflokomotive Nummer 28 „Badenia“ gezogen, einer 1900 von Borsig gebauten Tenderlokomotive des Typs T 3. Diese Lokomotive steht inzwischen (2019) als Denkmal in Lahr vor dem Gebäude der SWEG. Außerdem kam noch die Lokomotive 20 der Badischen Lokal-Eisenbahnen zum Einsatz, deren Hersteller 1928 die Maschinenbau-Gesellschaft Karlsruhe war. Diese Lok gehört dem Achertäler Eisenbahnverein und kommt seit 2019 auf der Kandertalbahn zum Einsatz.
Im Februar 2013 erschien im Südwestrundfunk die 782. Folge Eisenbahn-Romantik mit dem Titel Die Achertalbahn.
Für den Einsatz der batterieelektrischen Triebzüge des Typs Mireo Plus B wurde im Bahnhof Achern das Stichgleis der Achertalbahn auf einem etwa 150 Meter langen Abschnitt mit einer Oberleitungsinsel ausgerüstet.